# Banville (Calvados)
Banville település Franciaországban, Calvados megyében. Lakosainak száma 802 fő (2022. január 1.). Banville Colombiers-sur-Seulles, Courseulles-sur-Mer, Graye-sur-Mer, Reviers, Sainte-Croix-sur-Mer és Ponts sur Seulles községekkel határos.

## Népesség
A település népessége az elmúlt években az alábbi módon változott:
| Lakosok száma | 382  | 475  | 514  | 612  | 686  | 746  | 792  | 789  | 792  | 802  |
|               | 1968 | 1982 | 1990 | 2006 | 2013 | 2015 | 2017 | 2019 | 2020 | 2022 |